# Shawnna
Shawnna (rođena kao Rashawnna Guy, Chicago, Illinois, 1. listopada 1979.), američka je reperica. Ona je prva ženska reperica koja je potpisala za Def Jam Recordings. Najviše je surađivala s Ludacrisom.

## Diskografija

### Studijski albumi
| Godina                                                        | Informacije o albumu                                                                    | Završna pozicija na top listama | Završna pozicija na top listama | Završna pozicija na top listama |
| Godina                                                        | Informacije o albumu                                                                    | SAD                             | US R&B                          | US Rap                          |
| ------------------------------------------------------------- | --------------------------------------------------------------------------------------- | ------------------------------- | ------------------------------- | ------------------------------- |
| 2004.                                                         | Worth tha Weight - Datum objavljivanja: 28. rujna 2004. - Izdavač: Disturbing tha Peace | 22                              | 5                               | —                               |
| 2006.                                                         | Block Music - Datum objavljivanja: 6. lipnja 2006. - Izdavač: Distrubing tha Peace      | 13                              | 3                               | 2                               |
| "—" znači da određeni singl nije dospio na određenu ljestvicu |                                                                                         |                                 |                                 |                                 |

### Singlovi
| Godina                                                        | Singl                             | Završna pozicija na top listama | Završna pozicija na top listama | Završna pozicija na top listama | Certifikacije (prodaja) | Album            |
| Godina                                                        | Singl                             | SAD                             | SAD R&B                         | SAD Rap                         | Certifikacije (prodaja) | Album            |
| ------------------------------------------------------------- | --------------------------------- | ------------------------------- | ------------------------------- | ------------------------------- | ----------------------- | ---------------- |
| 2005.                                                         | "Shake Dat Shit" (feat. Ludacris) | 63                              | 28                              | 16                              |                         | Worth tha Weight |
| 2005.                                                         | "Weight a Minute"                 | —                               | 95                              | —                               |                         | Worth tha Weight |
| 2006.                                                         | "Gettin' Some"                    | 31                              | 4                               | 5                               | - SAD: platinasta       | Block Music      |
| 2006.                                                         | "Damn" (feat. Smoke)              | —                               | 91                              | —                               |                         | Block Music      |
| "—" znači da određeni singl nije dospio na određenu ljestvicu |                                   |                                 |                                 |                                 |                         |                  |

### Gostujući singlovi
| Godina | Pjesma                                                         | Pozicija na top listama | Pozicija na top listama | Pozicija na top listama | Pozicija na top listama | Album                   |
| Godina | Pjesma                                                         | SAD Hot 100             | SAD R&B                 | SAD Rap                 | UK                      | Album                   |
| ------ | -------------------------------------------------------------- | ----------------------- | ----------------------- | ----------------------- | ----------------------- | ----------------------- |
| 2001.  | "What's Your Fantasy" (Ludacris feat. Shawnna)                 | 21                      | 10                      | 12                      | 19                      | Back for the First Time |
| 2003.  | "P-Poppin'" (Ludacris feat. Shawnna & Lil Fate)                | —                       | —                       | —                       | —                       | Chicken-n-Beer          |
| 2003.  | "Stand Up" (Ludacris feat. Shawnna)                            | 1                       | 1                       | 1                       | 14                      | Chicken-n-Beer          |
| 2004.  | "I Caught Him Lookin'" (Janielle feat. Shawnna)                | —                       | —                       | —                       | —                       | TBA                     |
| 2007.  | "Diddy Rock" (Diddy feat. Twista, Timbaland, Shawnna & LeToya) | —                       | 124                     | —                       | —                       | Press Play              |
| 2009.  | "Dope" (T-Pain feat. Shawnna),                                 | —                       | —                       | —                       | —                       | 'promotivni singl'      |
| 2009.  | "Everybody Drunk" (Ludacris feat. Shawnna),                    | —                       | —                       | —                       | —                       |                         |

### Videografija
- "Shake Dat Shit" (feat. Ludacris)
- "Gettin' Some"
- "Damn"
- "Caught Him Lookin'"
- "Loverboy (Remix)" (Mariah Carey feat. Da Brat, Ludacris, Shawnna & Twenty II)
- "All The Way Turnt Up NB Remix" (One Chance feat. T-pain)
- "Point Em Out" (Tay Dizm feat. Shawnna)
- "Never Leave My Girl

### Gostujuće izvedbe
| Godina | Pjesma                                                                    | Album                             |
| ------ | ------------------------------------------------------------------------- | --------------------------------- |
| 2000.  | "What's Your Fantasy" (Ludacris feat. Shawnna)                            | Back for the First Time           |
| 2001.  | "Loverboy" (Remix) (Mariah Carey feat. Ludacris, Shawnna, 22 and Da Brat) | Glitter                           |
| 2003.  | "P-Poppin'" (Ludacris feat. Shawnna i Lil Fate)                           | Chicken-n-Beer                    |
| 2003.  | "Stand Up" (Ludacris feat. Shawnna)                                       | Chicken-n-Beer                    |
| 2004.  | "Dude (Remix)" (Beenie Man feat. Shawnna and Ms. Thing)                   | Back to Basics & Worth tha Weight |
| 2004.  | "Slow Fuckin'" (I-20 feat. Shawnna)                                       | Self Explanatory                  |
| 2006.  | "I Caught Him Lookin'" (Janielle feat. Shawnna)                           | TBA                               |
| 2006.  | "Diddy Rock" (Diddy feat. Shawnna, Timbaland and Twista)                  | Press Play                        |
| 2006.  | "4 Minutes (Remix)" (Avant feat. Shawnna and Bone Thugs-n-Harmony)        | Director                          |
| 2007.  | "Hold N' Back" (Marques Houston feat. Mýa and Shawnna)                    | Veteran                           |
| 2007.  | "Backseat Action" (T-Pain feat. Shawnna)                                  | Epiphany                          |
| 2007.  | "I Might Be" (Gucci Mane feat. Shawnna)                                   | Back to the Trap House            |
| 2008.  | "Wheaties" (Tech N9ne feat. Shawnna)                                      | Killer                            |
| 2008.  | "Never Leave My Girl" (Ben One feat. Shawnna)                             |                                   |
| 2009.  | "Up In The Club" (King Nitty feat. Shawnna)                               |                                   |